# Glaphyromyrmex oligocenicus
Espèce
Glaphyromyrmex oligocenicus est une espèce fossile de fourmis de la tribu des Formicini (sous-famille des Formicinae).

## Classification
L'espèce Glaphyromyrmex oligocenicus est décrite en 1915 par l'entomologiste américain William Morton Wheeler (1865-1937),.

### Fossiles
Selon Paleobiology Database en 2023, le nombre de collections de fossiles référencées est de deux :
- Rupélien de l'Oligocène inférieur, une collection d'Allemagne, de Kleinkembs, en région du Bade-Wurtemberg, décrite en 1937 par le paléontologue français Nicolas Théobald (1903-1981)[3] ;
- Priabonien de l'Éocène supérieur, une seule collections de Russie, de Kaliningrad.

### Confirmation du genre
Cette espèce est confirmée dans son genre en 1987 par Ute Spahr (d),.

### Étymologie
L'épithète spécifique latine oligocenicus signifie « de l'Oligocène », en rapport avec la période de découverte des fossiles dans l'ambre de la Baltique.

## Description

### Caractères
La diagnose de Nicolas Théobald en 1937, : 

« Echant. R 331 Coll. Mieg. Mus. Bâle. Kleinkembs.
Insecte de petite taille, couleur brunâtre avec tête un peu plus foncée.
Tête elliptique, à peine allongée ; yeux gros, de forme ovale ; clypeus lenticulaire, transversal ; antennes insérées contre le bord postérieur du clypeus, la partie libre des antennes manque : trois ocelles punctiformes très écartés. Cou net. Thorax court, large ; sutures promésonotale et épimésonotale bien visibles, cette dernière profonde. Pétiole court, surmonté d'une écaille dressée. Abdomen allongé, cinq segments, légèrement en pointe à l'arrière. Pattes manquent, seules les hanches sont conservées, couleur brune. ».

### Dimensions
La longueur totale de l'insecte est de 4 mm.

### Affinites
« G. oligocenicus a été décrit de l'ambre de la Baltique. Le g. Glaphyromyrmex est voisin du g. Formica. ».

## Galerie

### Galerie du genre Formica
- Quelques images de l'espèce vivante Formica rufa.
- Formica rufa, ouvrière
- Formica rufa, ouvrière
- Formica rufa, ouvrière
- Formica rufa fourmilière
- Ouvrières dans leur fourmilière
- Ouvrière, sur mûrier
- Ouvrières, sur mûrier
- Ouvrières transportant un ver
- Dôme construit contre un tronc d'arbre

### Publication originale
- [1915] (en) William Morton Wheeler, « The Ants of the Baltic Amber », Schriften der Physikalisch-ökonomischen Gesellschaft zu Königsberg, vol. 55,‎ 1915, p. 1-142 (lire en ligne).